# Jens Cools
Jens Cools (Westerlo, 16 ottobre 1990) è un calciatore belga, centrocampista del Template:Calcio Westerlo U23.

## Statistiche

### Presenze e reti nei club
Statistiche aggiornate al 30 giugno 2018.
| Stagione                | Squadra                 | Campionato              | Campionato | Campionato | Coppe nazionali | Coppe nazionali | Coppe nazionali | Coppe continentali | Coppe continentali | Coppe continentali | Altre coppe | Altre coppe | Altre coppe | Totale | Totale | Totale |
| Stagione                | Squadra                 | Comp                    | Pres       | Reti       | Comp            | Pres            | Reti            | Comp               | Pres               | Reti               | Comp        | Pres        | Reti        | Pres   | Reti   |        |
| ----------------------- | ----------------------- | ----------------------- | ---------- | ---------- | --------------- | --------------- | --------------- | ------------------ | ------------------ | ------------------ | ----------- | ----------- | ----------- | ------ | ------ | ------ |
| 2010-2011               | Westerlo                | D1                      | 14+7       | 0          | CB              | 5               | 0               | -                  | -                  | -                  | -           | -           | -           | 26     | 0      |        |
| 2011-2012               | Westerlo                | D1                      | 11+4       | 0          | CB              | 0               | 0               | UEL                | 1                  | 0                  | -           | -           | -           | 16     | 0      |        |
| 2012-2013               | Westerlo                | D2                      | 22+4       | 3          | CB              | 2               | 0               | -                  | -                  | -                  | -           | -           | -           | 27     | 6      |        |
| 2013-2014               | Westerlo                | D2                      | 29         | 3          | CB              | 3               | 1               | -                  | -                  | -                  | -           | -           | -           | 32     | 4      |        |
| 2014-2015               | Westerlo                | D1                      | 23+5       | 0          | CB              | 0               | 0               | -                  | -                  | -                  | -           | -           | -           | 28     | 0      |        |
| 2015-2016               | Westerlo                | D1                      | 28         | 4          | CB              | 2               | 0               | -                  | -                  | -                  | -           | -           | -           | 30     | 4      |        |
| Totale Westerlo         | Totale Westerlo         | Totale Westerlo         | 139+8      | 6          |                 | 12              | 1               |                    | 1                  | 0                  |             | -           | -           | 160    | 7      |        |
| 2016-2017               | Waasland-Beveren        | D1                      | 27+9       | 3+1        | CB              | 1               | 0               | -                  | -                  | -                  | -           | -           | -           | 37     | 4      |        |
| 2017-2018               | Waasland-Beveren        | D1                      | 13         | 1          | CB              | 1               | 0               | -                  | -                  | -                  | -           | -           | -           | 14     | 1      |        |
| Totale Waasland-Beveren | Totale Waasland-Beveren | Totale Waasland-Beveren | 49         | 5          |                 | 2               | 0               |                    | -                  | -                  |             | -           | -           | 51     | 5      |        |
| Totale carriera         | Totale carriera         | Totale carriera         | 188+8      | 11         |                 | 14              | 1               |                    | 1                  | 0                  |             | -           | -           | 211    | 12     |        |

## Palmarès

### Club

#### Competizioni nazionali
- Tweede klasse: 1

Westerlo: 2013-2014